# Thierry Wili
Thierry Wili (20 novembre 2000) è uno sciatore freestyle svizzero, specializzato in slopestyle e big air.

## Biografia
Attivo in gare FIS dal novembre 2015, Thierry Wili ha debuttato in Coppa del Mondo il 30 marzo 2019, giungendo 41º in slopestyle a Silvaplana. Il 5 marzo 2022 ha ottenuto il suo primo podio nel massimo circuito, classificandosi al 3º nello slopestyle di Alpe di Siusi vinto dal suo connazionale Andri Ragettli.
In carriera non ha mai debuttato ai Giochi olimpici invernali, né ai Campionati mondiali di freestyle.

## Palmarès

### Coppa del Mondo
- Miglior piazzamento in classifica generale: 44º nel 2022
- Miglior piazzamento nella Coppa del Mondo di big air: 34º nel 2022
- Miglior piazzamento nella Coppa del Mondo di slopestyle: 29º nel 2022
- 1 podio:
  - 1 terzo posto